# Мецеу
Мецеу (рум. Mățău) — село у повіті Арджеш в Румунії. Адміністративний центр комуни Міоареле.
Село розташоване на відстані 119 км на північний захід від Бухареста, 44 км на північ від Пітешть, 142 км на північний схід від Крайови, 62 км на південний захід від Брашова.

## Населення
За даними перепису населення 2002 року у селі проживали 992 особи, усі — румуни. Усі жителі села рідною мовою назвали румунську.